# The Good Detective
The Good Detective (en hangul, 모범형사; en hanja, 模範刑事; romanización revisada, Mobumhyungsa), es una serie de televisión surcoreana transmitida del 6 de julio de 2020 hasta el 25 de agosto del 2020 a través de JTBC.
En abril de 2021 se anunció que la serie había sido renovada para una segunda temporada.

## Sinopsis
La serie sigue la batalla entre detectives que intentan revelar la verdad y aquellos que con frecuencia la ocultan.
Ni sus habilidades forenses ni su razonamiento deductivo e intuitivo pueden resumir adecuadamente al detective Kang Do-chang, ya que sus mejores cualidades son las de ser justo y diligente.
Por otro lado, Oh Ji-hyuk un graduado de la Universidad de la Policía Nacional de Corea, regresa a la fuerza después de estar un año de licencia, Ji-hyuk es un hombre antipático, que atrapa a los delincuentes utilizando su perspicacia su aguda atención al detalle.
Ambos se encuentran formando equipo y se les asigna reabrir un caso de hace cinco años, cuando el veredicto exigía la pena de muerte para el asesino Lee Dae-chul. Años atrás, Do-chang había sido el detective encargado de arrestar a Dea-chul, sin embargo mientras revisan los archivos descubre evidencia que podría demostrar la inocencia de Dae-chul, colocándolo en una posición comprometedora. Las cosas empeoran, cuando se encuentra más evidencia luego de un recién asesinato que involucra a la hija de Dae-chul, Lee Eun-hye.
Pronto Do-chang se da cuenta de que se está quedando sin tiempo, ya que las crecientes evidencias amenazan con exponer su gran error. Si se revoca el veredicto, Do-chang y todas las personas involucradas en el proceso serían responsables de haber cometido un gran error, al meter a un hombre inocente a la cárcel y por haber dejado en libertad al verdadero culpable.
Al verse atrapado entre quienes buscan el poder y quienes buscan la justicia, Do-chang debe confiar en sus principios para poder resolver este dilema ético en el que se encuentra: salvar al hombre inocente de una ejecución injusta o sucumbir a una tentación llena de corrupción.

## Reparto

### Personajes principales[5]
- Son Hyun-joo como Kang Do-chang, un leal y duro detective que lleva trabajando 18 años investigando casos utilizando su experiencia y conexiones personales, renunciando a la técnica científica o al poder de razonamiento. Es un detective de la División 2 de delitos violentos.[6]
- Jang Seung-jo como Oh Ji-hyuk, un perspicaz detective de élite del departamento de homicidios que ha trabajado ahí desde hace 9 años. No comparte sus sentimientos con los demás y sufre de insomnio debido al dolor que experimentó cuando era joven. A diferencia de Do-chang, Jo-hyuk investiga los casos usando evidencia y una visión de la psique del criminal a y no se deja influir por el dinero y el poder.
  - Kim Seung-han como Ji-hyuk de pequeño (Ep. 5).
- Lee Elijah como Jin Seo-kyung, una reportera veterana apasionada que lleva trabajando cinco años en uno de los principales diarios "Jeonghan Daily", luego de ser contratada por Yoo Jung-seok. Tiene una personalidad fuerte y defiende sus ideas, no tiene miedo de revelar la verdad y no cede ante la presión externa.
- Oh Jung-se como Oh Jong-tae, un empresario chaebol con una moral cuestionable. Es el primo del detective Oh Ji-hyuk.[7]
- Ji Seung-hyun como Yoo Jung-seok, el jefe del departamento de asuntos sociales del diario "Jeonghan Daily", así como el jefe de Jin Seo-kyung.

### Personajes secundarios

#### Policía de West Incheon
- Son Jong-hak como Moon Sang-beom, el detective principal y jefe de la estación de policía de Incheon Occidental. Es un hombre que ganó autoridad usando todos los medios y formas posibles.[8]
- Jo Hee-bong como Woo Bong-shik, el detective principal y líder del equipo de la división de crímenes violentos 2 de Incheon Occidental (West Incheon).
- Shin Dong-mi como Yoon Sang-mi, una ex-detective que fue promovida como investigadora de la estación de la policía de Incheon Occidental. Sang-mi ha estado investigando a Kang Do-chang con respecto a su potencial promoción.[9]
- Yang Hyun-min como Nam Gook-hyun, un detective y el jefe de equipo de la división de delitos violentos 1 de Incheon Occidental.
- Cha Rae-hyung como Kwon Jae-hong, un detective de la policía de Incheon Occidental.
- Kim Ji-hoon como Byun Ji-woong, un detective de homicidios que trabaja bajo el mando de Kang Do-chang en la estación de policía de Incheon Occidental. Es una persona que una vez que pone su confianza en alguien, le es leal hasta el final.[10]
- Jung Soon-won como Ji Man-goo, un detective de la policía de Incheon Occidental.
- Kim Myung-joon como Shim Dong-wook, un detective de la policía de Incheon Occidental.

#### Familiares de Kang Do-chang
- Baek Eun-hye como Kang Eun-hee, la hermana menor del detective Kang Do-chang y madre de Jae-woong.[11]
- Yang Hee-won como Jae-woong, el hijo de Kang Eun-hee y sobrino del detective Kang Do-chang (Ep. 4, 9, 11, 14. 16).
- Park Ji-hwan como el exesposo de Kang Eun-hee y el padre de Jae-woong (Ep. 4, 14, 16).

#### Familiares de Oh Ji-hyuk
- Kim Sun-kyung como la madre del detective Oh Ji-hyuk (Ep. 5).

### Otros personajes
- Son Byung-ho como Kim Gi-tae, un exfiscal que luego de quedar atrapado en un escándalo de corrupción, es enviado a prisión.
- Jo Jae-ryong como Jo Sung-dae, el subordinado de Kim Gi-tae.
- Jo Seung-yeon como Yoo Jung-ryul, el hermano mayor de Yoo Jung-seok.
- Jo Jae-yoon como Lee Dae-chul, un prisionero que se encuentra en el corredor de la muerte por 2 asesinatos, uno de ellos el del pintor Yoon Ji-sun. Sin embargo su caso comienza a ser reexaminado cuando se descubren nuevas evidencias, que demuestran su inocencia.[12]
- Yoon Dae-yeol como Choi Woo-jin.
- Lee Sang-woon como Song Gwang-hee, un reportero del "Junghan Daily".
- Park Jung-min como Go Gyung-ho.
- Kim Ryeo-eun como Yoon Ji-sun, un pintor presuntamente asesinado por Lee Dae-chul.
- Lee Ha-eun como Lee Eun-hye, la hija de Lee Dae-chul.
  - Kim Se-eun como Eun-hye de pequeña (Ep. 1).
- Yoon Bok-sung como un juez (Ep. 1).
- Chun Young-min como Jang Yoo-na (Ep. 1-2, 6-7).
- Jo Joon como Jo Byung-gil (Ep. 1, 3).
- Ahn Si-ha como Jung Yoo-seon, la viuda del fallecido detective Jang Jin-su (Ep. 1, 3, 7-8, 10).[13]
- Kim Seung-tae como el ministro de justicia (Ep. 1, 9, 11).
- Shin Hee-gook como un cajero (Ep. 2).
- Shin Jung-yoon como Seo, un reportero (Ep. 2).
- Kang Ji-hoon como un reportero de televisión (Ep. 2).
- Shin Jae-hoon como un reportero en el "Junghan Daily News" (Ep. 3).
- Baek Jong-hwan como un empleado en el centro de distribución (Ep. 3).
- Heo Woong como Shin Geun-ho, un intermediario (Ep. 3, 10).
- Lee Seung-joon como Lee Han-joo, un oficial y guardia de la prisión (Ep. 3, 5, 7).
- Lee Yu-jin como la secretaria de Jo Sung-dae (Ep. 4).
- Son Seung-hun como un miembro del equipo forense (Ep. 4-5).
- Lee Seung-hoon como So Jae-sub, un abogado que toma el caso durante el nuevo juicio de Lee Dae-chul (Ep. 5-7).
- Jung Hwan como Go Joon-sup (Ep. 5, 8).
- Kim Seung-hyun como Joo Dong-pal (Ep. 6).
- Jung Ji-ho como Jung Ki-moon, un reportero (Ep. 6).
- Baek In-kwon como un prisionero (Ep. 6-7).
- Song Yo-sep como Park Dong-chul (Ep. 7).
- Kim Byung-soon como un juez (Ep. 7).
- Kang Hak-soo como un miembro del comité judicial (Ep. 7).
- Lee Do-guk como Jung San-il, un fiscal (Ep. 7-8, 16).
- Yong Jin como un oficial de la policía (Ep. 9).
- Kim Tae-hoon como Park Joon-young (Ep. 12).
- Oh Kyu-taek como el pastor de la iglesia Gawol (Ep. 13).
- Park Kyung-geun como Jin Sung-hwan (Ep. 14).
- Lee Gyu-ho como un jefe de pandilla (Ep. 14).
- Kwon Oh-jin como Park Jun-sung (Ep. 15-16).
- Kim Sung-yong como un abogado (Ep. 16).
- Richard Kim como un miembro de la subasta VIP.
- Yang Ji-woo como un niño jugando.
- Shin Ha-young como Jung Hee-joo (2.ª temporada).[14]
- Bang Eun-jung como Sung Joo-ri (2.ª temporada, ep. 3-4).[15]
- Park Won-sang como Choi Yong-geun (2.ª temporada).[16]
- Lee Joong-ok como Jang Ki-jin (2.ª temporada).[17]

### Apariciones especiales
- Lee Hyun-wook como Park Geon-ho, un misionero y exguardia de prisión que quiere probar que Lee Dae-chul es inocente (Ep. 1-3).
- Shin Jae-hwi como Park Hong-doo, un rudo y malvado joven que se involucra en un caso importante (Ep. 2, 6-7).[18][19]
- Hwang Tae-gwang como Jang Jin-soo, un ex detective a cargo del caso de asesinato del pintor Yoon Ji-sun, que muere durante la investigación. Es el esposo de Jung Yoo-seon (Ep. 7, 10, 13, 15-16).
- Park Geun-hyung.

## Episodios
La primera temporada de la serie conformada por dieciséis episodios, fue emitida del 6 de julio de 2020 al 25 de agosto de 2020 todos los lunes y martes a las 21:30 Huso horario de Corea (KST).

### Índice de audiencia
Los números en color rojo indican las calificaciones más bajas, mientras que los números en azul indican las calificaciones más altas.

#### Primera temporada
| N.º      | Fecha de emisión     | Participación promedio de audiencia (AGB Nielsen) | Participación promedio de audiencia (AGB Nielsen) |
| N.º      | Fecha de emisión     | Nacional                                          | Seúl                                              |
| -------- | -------------------- | ------------------------------------------------- | ------------------------------------------------- |
| 1        | 6 de julio de 2020   | 3.897 %                                           | 4.584 %                                           |
| 2        | 7 de julio de 2020   | 3.775 %                                           | 4.662 %                                           |
| 3        | 13 de julio de 2020  | 4.178 %                                           | 5.162 %                                           |
| 4        | 14 de julio de 2020  | 4.821 %                                           | 5.721 %                                           |
| 5        | 20, de julio de 2020 | 4.306 %                                           | 5.153 %                                           |
| 6        | 21 de julio de 2020  | 4.380 %                                           | 5.381 %                                           |
| 7        | 27 de julio de 2020  | 4.811 %                                           | 5.454 %                                           |
| 8        | 28 de julio de 2020  | 5.148 %                                           | 6.323 %                                           |
| 9        | 3 de agosto de 2020  | 5.852 %                                           | 6.665 %                                           |
| 10       | 4 de agosto de 2020  | 6.372 %                                           | 7.442 %                                           |
| 11       | 10 de agosto de 2020 | 6.341 %                                           | 7.474 %                                           |
| 12       | 11 de agosto de 2020 | 6.847 %                                           | 8.267 %                                           |
| 13       | 17 de agosto de 2020 | 6.510 %                                           | 7.805 %                                           |
| 14       | 18 de agosto de 2020 | 6.955 %                                           | 8.365 %                                           |
| 15       | 24 de agosto de 2020 | 7.609 %                                           | 9.106 %                                           |
| 16       | 25 de agosto de 2020 | 7.469 %                                           | 8.464 %                                           |
| Promedio | Promedio             | 5.579 %                                           | 6.627 %                                           |

## Premios y nominaciones
| Año  | Categoría               | Premio              | Nominado   | Resultado |
| ---- | ----------------------- | ------------------- | ---------- | --------- |
| 2020 | Mejor actriz de reparto | 7th APAN Star Award | Lee Elijah | Nominada  |

## Producción
Originalmente la serie había sido titulada como "Silence" (hangul: 사일런스; RR: Saillenseu).
La dirección está a cargo de Jo Nam-gook, escrita por Choi Jin-won y producida por Joo Bang-ok y Park Joon-seo.
Originalmente la serie había sido programada para estrenarse el 27 de abril del 2020, sin embargo debido a la pmandemia COVID-19, su estreno fue hasta el 6 de julio del mismo año.
En abril de 2021 se anunció que la serie había sido renovada para una segunda temporada, que la producción comenzaría en octubre del mismo año y que los actores principales Son Hyun-joo y Jang Seung-jo regresarían para la segunda temporada.
El 28 de febrero de 2022, la agencia del actor Son Hyun-joo anunció que el día anterior el actor había dado positivo para COVID-19 por lo que las filmaciones de la segunda temporada de la serie se habían detenido como medida de prevención.

### Recepción
El drama fue considerado un éxito con índices de audiencia duplicados de principio a fin y la posibilidad de una secuela mencionada por el equipo de producción.